# Lucas Ocampos
Lucas Ariel Ocampos . (Nacimiento Quilmes de julio de 1994) es un futbolista argentino que juega como extremo en el Club de Fútbol Monterrey de la Primera División de México.

## Trayectoria

### Divisiones inferiores
Ocampos comenzó jugando al fútbol en Quilmes Atlético Club como centrodelantero. Después del Sudamericano Sub-15, River Plate compró el 50% de su pase y comenzó a jugar en las divisiones inferiores. Allí comenzó a destacarse como extremo y formó delantera con Federico Andrada y Lucas Pugh.

### River Plate

#### Temporada 2011-12
Debutó en la primera fecha de la temporada 2011-2012 de la Primera B Nacional contra Chacarita Juniors, en la victoria 1-0 a favor de River. En la segunda fecha anotó su primer gol ante Independiente Rivadavia para un 3-1 a favor. También anotaría en la siguiente fecha, frente a Desamparados (SJ) y en la goleada frente a Atlanta por 7-1. Su cuarto gol fue el que abrió la victoria contra Guillermo Brown en Puerto Madryn por 4-1.
Ya en la segunda rueda hizo otros tres goles. El primero en la fecha 20 frente a Chacarita Juniors, el segundo en la fecha 24 frente Defensa y Justicia (3-3) y el tercero en la victoria frente a Boca Unidos por 2-1, habiendo apenas ingresado en el segundo tiempo. Luego consiguió el ascenso a Primera División. En la primera fecha del Inicial 2012 intento jugar su último partido en River, en la derrota ente a Belgrano por 2-1. Pero se lesionó en la entrada en calor. Poniendole fin a su único y primer ciclo en River. No pudo cumplir su sueño de jugar en la máxima categoría del fútbol argentino. 

### AS Mónaco

#### Temporada 2012-13
En agosto de 2012 fue traspasado al A. S. Mónaco luego de que este último le comprara el 50% de su pase a River Plate en 16 millones de euros. Su debut en el A. S. Mónaco fue en la sexta fecha de la Ligue 2 2012/13 ante Le Havre A. C., el partido terminaría en derrota del AS Monaco por 2-1. Marcó su primer gol ante el Valenciennes F. C. por la Copa de Francia haciendo el tercero del 4-2 final y metiendo a su equipo en octavos de final. El 12 de mayo de 2013 En el encuentro frente a Nîmes, A. S. Mónaco venció 1-0 como visitante y ascendió a la primera división del fútbol francés.

#### Temporada 2013-14
Para la temporada siguiente de la Ligue 1 el A. S. Mónaco el presidente ruso Dmitry Rybolovlev uso millones de euros en jugadores estrellas entre los que más se destacan fueron James Rodríguez, Radamel Falcao, João Moutinho, Ricardo Carvalho y Éric Abidal. El A. S. Mónaco empezaría un gran proyecto apuntando a ganar la Ligue 1 y jugar la Liga de Campeones. El 10 de agosto de 2013 el gran debut del A. S. Mónaco Ocampos debuta en el 11 titular, fue una victoria 2-0 ante el Bordeaux.

### Olympique de Marsella
El 3 de febrero de 2015 fue oficialmente presentado como nuevo jugador del Olympique de Marsella de Francia llega por seis meses cedido con una opción de compra al equipo francés que dirigía su compatriota Marcelo Bielsa.
El 30 de junio se hace oficial el traspaso definitivo del futbolista al conjunto marsellés.
Para la siguiente temporada, Ocampos logra acentuarse como titular principalmente en los partidos por la Liga Europa de la UEFA y entrando desde el banco en los partidos por la Ligue 1 siendo uno de los principales y más recurrentes cambios que realiza el entrenador español Míchel González.

### Italia
El 29 de junio de 2016 se confirmó la cesión de Ocampos al Genoa C. F. C., que se guarda una opción de compra por el futbolista argentino.
Hizo su debut para el club el 12 de agosto, entrando como sustituto de la segunda mitad en una victoria de 3-2 sobre Lecce en la Copa de Italia. Se estrenó en la Serie A el 21 de agosto en un triunfo por 3-1 sobre el recién ascendido Cagliari. En septiembre, Ocampos se lesionó los ligamentos de la rodilla, por lo que estuvo fuera de acción durante un mes. Hizo su regreso el 6 de noviembre y anotó su primer gol para el Genoa en un empate 1-1 con el Udinese. Marcó su segundo gol la semana siguiente en una derrota por 3-1 ante Lazio antes de anotar su tercer y último gol para el club el 22 de enero de 2017, el segundo de Genoa en un empate 2-2 con Crotone. Hacia el final de enero, Genoa y Marsella llegaron a un acuerdo para permitir que Ocampos se uniense al AC Milan por el resto de su préstamo, tasado en 500 mil euros.
El 30 de enero de 2017 el A. C. Milan confirmó la incorporación como cedido de Ocampos para el resto de la temporada y el Genoa retuvo la opción de compra al Marsella. Hizo su debut el 5 de febrero, como sustituto de Andrea Bertolacci en el segundo tiempo en la derrota por 1-0 ante la Sampdoria. Jugó esporádicamente y al final de la temporada volvió a Marsella. En total, jugó 29 partidos y anotó 3 goles en todas las competiciones durante sus temporadas con el Genoa y el Milan.

### Olympique de Marsella
Anotó en su primera aparición en la Ligue 1 después de su regreso a Marsella. Fue el único gol en una victoria por 1-0 sobre Nantes el 12 de agosto de 2017. El 1 de octubre anotó un doblete en la victoria 4-2 sobre Niza. Mantuvo su forma a lo largo de la primera mitad de la temporada, anotando 6 goles en 15 apariciones en la liga para fin de año, lo que lo relacionó con un pase a Torino durante el mercado de transferencias de enero. Sin embargo, permaneció en Marsella y el 7 de febrero marcó su primer triplete profesional en un triunfo 9-0 de la Copa de Francia sobre Bourg-en-Bresse. El resultado también fue el mayor triunfo del Marsella en 70 años.

### Sevilla F. C.
El 3 de julio de 2019 firmó por cuatro temporadas con el Sevilla F. C. a cambio de unos 15 millones de euros. En su primera temporada se convierte en el máximo goleador del equipo con 17 tantos. Con el equipo español logró proclamarse campeón de la Liga Europa de la UEFA 2019-20, consiguiendo así su primer título internacional como jugador,y al punto de poder volver a ganar la Liga Europa de la UEFA 2022-23,por segunda vez

### Ajax de Ámsterdam
El 31 de agosto de 2022 fue cedido al equipo neerlandés del Ajax de Ámsterdam hasta junio de 2023 por 4 millones de euros y una opción de compra de 16,5 millones.
El 17 de enero de 2023 vuelve al club hispalense.

### Club de Fútbol Monterrey
El 3 de septiembre de 2024 se anunció oficialmente el arribo de Ocampos al Club de Fútbol Monterrey, firmando un contrato hasta 2027.

## Selección nacional
Lucas Ocampos participó de la preselección sub-15 y del Campeonato Sudamericano Sub-15 de 2009. En el torneo disputado en Bolivia marcó dos goles ambos frente a Colombia el 11 de noviembre de aquel año.
Habitual en las convocatorias primero de José Luis Brown y luego de Oscar Garré fue convocado por este último para el Sudamericano Sub-17 de 2011.
Fue convocado por primera vez con la selección absoluta en agosto de 2019 para los partidos contra Chile y México, si bien no acabó jugando, fue su estreno como jugador contra selección de Alemania en dónde metió un gol a los 85 minutos (40 ST') en el empate 2-2, y luego metió otro gol en la goleada 6-1 contra selección de Ecuador también a los 85 minutos (40 ST').

### Participaciones con la selección
| Torneo                                 | Sede    | Resultado        |
| -------------------------------------- | ------- | ---------------- |
| Campeonato Sudamericano Sub-15 de 2009 | Bolivia | Primera ronda    |
| Campeonato Sudamericano Sub-17 de 2011 | Ecuador | Tercer puesto    |
| Copa Mundial de Fútbol Sub-17 de 2011  | México  | Octavos de final |

### Partidos internacionales
| \| N.º \| Fecha \| Estadio \| Local \| Resultado \| Visitante \| Goles \| Competición \| \| ----- \| ---------- \| --------------------------------- \| --------- \| --------- \| --------- \| ----- \| ------------------- \| \| 1 \| 07-11-2009 \| El Tahuichi, Santa Cruz, Bolivia \| Argentina \| 0-1 \| Ecuador \| \| Sudamericano Sub-15 \| \| 2 \| 11-11-2009 \| Gilberto Parada, Montero, Bolivia \| Colombia \| 2-2 \| Argentina \| \| Sudamericano Sub-15 \| \| 3 \| 13-11-2009 \| El Tahuichi, Santa Cruz, Bolivia \| Argentina \| 0-1 \| Uruguay \| \| Sudamericano Sub-15 \| \| 4 \| 15-11-2009 \| El Tahuichi, Santa Cruz, Bolivia \| Argentina \| 2-1 \| Perú \| \| Sudamericano Sub-15 \| \| Total \| \| Presencias \| 4 \| \| Goles \| 2 \| ---- \| |            |                                   |           |           |           |       |                     |
| N.º | Fecha      | Estadio                           | Local     | Resultado | Visitante | Goles | Competición         |
| 1 | 07-11-2009 | El Tahuichi, Santa Cruz, Bolivia  | Argentina | 0-1       | Ecuador   |       | Sudamericano Sub-15 |
| 2 | 11-11-2009 | Gilberto Parada, Montero, Bolivia | Colombia  | 2-2       | Argentina |       | Sudamericano Sub-15 |
| 3 | 13-11-2009 | El Tahuichi, Santa Cruz, Bolivia  | Argentina | 0-1       | Uruguay   |       | Sudamericano Sub-15 |
| 4 | 15-11-2009 | El Tahuichi, Santa Cruz, Bolivia  | Argentina | 2-1       | Perú      |       | Sudamericano Sub-15 |
| Total |            | Presencias                        | 4         |           | Goles     | 2     | ----                |

| \| N.º \| Fecha \| Estadio \| Local \| Resultado \| Visitante \| Goles \| Competición \| \| ----- \| ---------- \| --------------------------------------- \| ---------- \| --------- \| --------- \| ----- \| --------------------- \| \| 1 \| 12-03-2011 \| La Cocha, Latacunga, Ecuador \| Argentina \| 4-2 \| Perú \| \| Sudamericano Sub-17 \| \| 2 \| 18-03-2011 \| Olímpico de Riobamba, Riobamba, Ecuador \| Argentina \| 1-2 \| Uruguay \| \| Sudamericano Sub-17 \| \| 3 \| 21-03-2011 \| Olímpico de Riobamba, Riobamba, Ecuador \| Argentina \| 3-0 \| Bolivia \| \| Sudamericano Sub-17 \| \| 4 \| 24-03-2011 \| La Cocha, Latacunga, Ecuador \| Argentina \| 2-0 \| Ecuador \| \| Sudamericano Sub-17 \| \| 5 \| 28-03-2011 \| La Cocha, Latacunga, Ecuador \| Argentina \| 1-0 \| Paraguay \| \| Sudamericano Sub-17 \| \| 6 \| 31-03-2011 \| Olímpico Atahualpa, Quito, Ecuador \| Argentina \| 1-1 \| Uruguay \| \| Sudamericano Sub-17 \| \| 7 \| 03-04-2011 \| La Cocha, Latacunga, Ecuador \| Argentina \| 2-1 \| Colombia \| \| Sudamericano Sub-17 \| \| 8 \| 09-04-2011 \| Casa Blanca, Quito, Ecuador \| Argentina \| 2-3 \| Brasil \| \| Sudamericano Sub-17 \| \| 9 \| 18-06-2011 \| Universitario (UANL), Monterrey, México \| Francia \| 3-0 \| Argentina \| \| Copa del Mundo Sub-17 \| \| 10 \| 21-06-2011 \| Universitario (UANL), Monterrey, México \| Argentina \| 2-1 \| Jamaica \| \| Copa del Mundo Sub-17 \| \| 11 \| 24-06-2011 \| Estadio Morelos, Morelia, México \| Japón \| 3-1 \| Argentina \| \| Copa del Mundo Sub-17 \| \| 12 \| 30-06-2011 \| Estadio Hidalgo, Pachuca, México \| Inglaterra \| 1(4)-1(2) \| Argentina \| \| Copa del Mundo Sub-17 \| \| Total \| \| Presencias \| 12 \| \| Goles \| 3 \| ---- \| |            |                                         |            |           |           |       |                       |
| N.º | Fecha      | Estadio                                 | Local      | Resultado | Visitante | Goles | Competición           |
| 1 | 12-03-2011 | La Cocha, Latacunga, Ecuador            | Argentina  | 4-2       | Perú      |       | Sudamericano Sub-17   |
| 2 | 18-03-2011 | Olímpico de Riobamba, Riobamba, Ecuador | Argentina  | 1-2       | Uruguay   |       | Sudamericano Sub-17   |
| 3 | 21-03-2011 | Olímpico de Riobamba, Riobamba, Ecuador | Argentina  | 3-0       | Bolivia   |       | Sudamericano Sub-17   |
| 4 | 24-03-2011 | La Cocha, Latacunga, Ecuador            | Argentina  | 2-0       | Ecuador   |       | Sudamericano Sub-17   |
| 5 | 28-03-2011 | La Cocha, Latacunga, Ecuador            | Argentina  | 1-0       | Paraguay  |       | Sudamericano Sub-17   |
| 6 | 31-03-2011 | Olímpico Atahualpa, Quito, Ecuador      | Argentina  | 1-1       | Uruguay   |       | Sudamericano Sub-17   |
| 7 | 03-04-2011 | La Cocha, Latacunga, Ecuador            | Argentina  | 2-1       | Colombia  |       | Sudamericano Sub-17   |
| 8 | 09-04-2011 | Casa Blanca, Quito, Ecuador             | Argentina  | 2-3       | Brasil    |       | Sudamericano Sub-17   |
| 9 | 18-06-2011 | Universitario (UANL), Monterrey, México | Francia    | 3-0       | Argentina |       | Copa del Mundo Sub-17 |
| 10 | 21-06-2011 | Universitario (UANL), Monterrey, México | Argentina  | 2-1       | Jamaica   |       | Copa del Mundo Sub-17 |
| 11 | 24-06-2011 | Estadio Morelos, Morelia, México        | Japón      | 3-1       | Argentina |       | Copa del Mundo Sub-17 |
| 12 | 30-06-2011 | Estadio Hidalgo, Pachuca, México        | Inglaterra | 1(4)-1(2) | Argentina |       | Copa del Mundo Sub-17 |
| Total |            | Presencias                              | 12         |           | Goles     | 3     | ----                  |

| \| N.º \| Fecha \| Estadio \| Local \| Resultado \| Visitante \| Goles \| Competición \| \| ----- \| ---------- \| ------------------------------------- \| --------- \| --------- \| --------- \| ----- \| ----------- \| \| 1 \| 9-10-2019 \| Signal Iduna Park, Dortmund, Alemania \| Alemania \| 2-2 \| Argentina \| \| Amistoso \| \| 2 \| 13-10-2019 \| Martínez Valero, Elche, España \| Argentina \| 6-1 \| Ecuador \| \| Amistoso \| \| Total \| \| Presencias \| 2 \| \| Goles \| 2 \| ---- \| |            |                                       |           |           |           |       |             |
| N.º | Fecha      | Estadio                               | Local     | Resultado | Visitante | Goles | Competición |
| 1 | 9-10-2019  | Signal Iduna Park, Dortmund, Alemania | Alemania  | 2-2       | Argentina |       | Amistoso    |
| 2 | 13-10-2019 | Martínez Valero, Elche, España        | Argentina | 6-1       | Ecuador   |       | Amistoso    |
| Total |            | Presencias                            | 2         |           | Goles     | 2     | ----        |

## Estadísticas

### Clubes
Actualizado hasta su último partido disputado el 17 de agosto de 2025.
| Club                             | Div.          | Temporada     | Liga  | Liga  | Liga   | Copas nacionales | Copas nacionales | Copas nacionales | Torneos internacionales | Torneos internacionales | Torneos internacionales | Total | Total | Total  |
| Club                             | Div.          | Temporada     | Part. | Goles | Asist. | Part.            | Goles            | Asist.           | Part.                   | Goles                   | Asist.                  | Part. | Goles | Asist. |
| -------------------------------- | ------------- | ------------- | ----- | ----- | ------ | ---------------- | ---------------- | ---------------- | ----------------------- | ----------------------- | ----------------------- | ----- | ----- | ------ |
| C. A. River Plate Argentina      | 2.ª           | 2011-12       | 38    | 19    | 23     | 1                | 0                | 0                | —                       | —                       | —                       | 39    | 7     | 6      |
| C. A. River Plate Argentina      | 1.ª           | 2012-13       | 1     | 0     | 0      | —                | —                | —                | —                       | —                       | —                       | 1     | 0     | 0      |
| C. A. River Plate Argentina      | Total club    | Total club    | 39    | 7     | 6      | 1                | 0                | 0                | 0                       | 0                       | 0                       | 40    | 7     | 9      |
| A. S. Monaco F. C. Francia       | 2.ª           | 2012-13       | 29    | 4     | 3      | 4                | 1                | 0                | —                       | —                       | —                       | 33    | 5     | 3      |
| A. S. Monaco F. C. Francia       | 1.ª           | 2013-14       | 34    | 5     | 3      | 5                | 2                | 2                | —                       | —                       | —                       | 39    | 7     | 5      |
| A. S. Monaco F. C. Francia       | 1.ª           | 2014-15       | 17    | 1     | 0      | 3                | 1                | 0                | 6                       | 1                       | 0                       | 25    | 3     | 0      |
| A. S. Monaco F. C. Francia       | Total club    | Total club    | 80    | 10    | 6      | 12               | 4                | 2                | 6                       | 1                       | 0                       | 98    | 15    | 8      |
| Olympique de Marsella Francia    | 1.ª           | 2014-15       | 14    | 2     | 2      | —                | —                | —                | —                       | —                       | —                       | 14    | 2     | 2      |
| Olympique de Marsella Francia    | 1.ª           | 2015-16       | 17    | 1     | 1      | 2                | 1                | 0                | 6                       | 2                       | 5                       | 25    | 4     | 1      |
| Genoa C. F. C. · Italia          | 1.ª           | 2016-17       | 14    | 3     | 0      | 3                | 0                | 0                | —                       | —                       | —                       | 17    | 3     | 0      |
| Genoa C. F. C. · Italia          | Total club    | Total club    | 14    | 3     | 0      | 3                | 0                | 0                | 0                       | 0                       | 0                       | 17    | 3     | 0      |
| A. C. Milan · Italia             | 1.ª           | 2016-17       | 12    | 0     | 2      | —                | —                | —                | —                       | —                       | —                       | 12    | 0     | 2      |
| A. C. Milan · Italia             | Total club    | Total club    | 12    | 0     | 2      | 0                | 0                | 0                | 0                       | 0                       | 0                       | 15    | 0     | 2      |
| Olympique de Marsella Francia    | 1.ª           | 2017-18       | 31    | 9     | 3      | 5                | 3                | 0                | 17                      | 4                       | 1                       | 53    | 16    | 4      |
| Olympique de Marsella Francia    | 1.ª           | 2018-19       | 34    | 4     | 8      | 2                | 0                | 0                | 4                       | 1                       | 0                       | 40    | 5     | 8      |
| Olympique de Marsella Francia    | Total club    | Total club    | 96    | 16    | 14     | 9                | 4                | 0                | 27                      | 7                       | 1                       | 132   | 27    | 15     |
| Sevilla F. C. · España           | 1.ª           | 2019-20       | 33    | 14    | 3      | 4                | 2                | 1                | 7                       | 1                       | 1                       | 44    | 17    | 5      |
| Sevilla F. C. · España           | 1.ª           | 2020-21       | 34    | 5     | 4      | 4                | 2                | 0                | 8                       | 1                       | 0                       | 46    | 8     | 4      |
| Sevilla F. C. · España           | 1.ª           | 2021-22       | 30    | 6     | 4      | 3                | 1                | 1                | 9                       | 2                       | 1                       | 42    | 9     | 6      |
| Ajax de Ámsterdam · Países Bajos | 1.ª           | 2022-23       | 4     | 0     | 0      | —                | —                | —                | 2                       | 0                       | 0                       | 6     | 0     | 0      |
| Ajax de Ámsterdam · Países Bajos | Total club    | Total club    | 4     | 0     | 0      | 0                | 0                | 0                | 2                       | 0                       | 0                       | 6     | 0     | 0      |
| Sevilla F. C. · España           | 1.ª           | 2022-23       | 19    | 4     | 0      | 1                | 0                | 0                | 9                       | 1                       | 2                       | 29    | 5     | 2      |
| Sevilla F. C. · España           | 1.ª           | 2023-24       | 35    | 4     | 3      | 4                | 0                | 1                | 6                       | 1                       | 0                       | 45    | 5     | 4      |
| Sevilla F. C. · España           | 1.ª           | 2024-25       | 2     | 0     | 1      | —                | —                | —                | —                       | —                       | —                       | 2     | 0     | 1      |
| Sevilla F. C. · España           | Total club    | Total club    | 153   | 33    | 15     | 16               | 5                | 3                | 39                      | 6                       | 4                       | 208   | 44    | 22     |
| C. F. Monterrey · México         | 1.ª           | 2024-25       | 28    | 2     | 4      | —                | —                | —                | 5                       | 0                       | 0                       | 33    | 2     | 4      |
| C. F. Monterrey · México         | 1.ª           | 2025-26       | 3     | 2     | 1      | —                | —                | —                | 3                       | 0                       | 0                       | 6     | 2     | 1      |
| C. F. Monterrey · México         | Total club    | Total club    | 31    | 4     | 5      | 0                | 0                | 0                | 8                       | 0                       | 0                       | 39    | 4     | 5      |
| Total carrera                    | Total carrera | Total carrera | 429   | 71    | 48     | 41               | 13               | 5                | 82                      | 13                      | 5                       | 552   | 100   | 58     |
| 1. 2.                            |               |               |       |       |        |                  |                  |                  |                         |                         |                         |       |       |        |

### Selecciones nacionales
Actualizado hasta su último partido disputado el 13 de octubre de 2023.
| Selección          | Año             | Amistosos | Amistosos | Amistosos | Eliminatorias | Eliminatorias | Eliminatorias | Continental | Continental | Continental | Mundial | Mundial | Mundial | Total | Total | Total  |
| Selección          | Año             | Part.     | Goles     | Asist.    | Part.         | Goles         | Asist.        | Part.       | Goles       | Asist.      | Part.   | Goles   | Asist.  | Part. | Goles | Asist. |
| ------------------ | --------------- | --------- | --------- | --------- | ------------- | ------------- | ------------- | ----------- | ----------- | ----------- | ------- | ------- | ------- | ----- | ----- | ------ |
| Sub-17 Argentina   | 2011            | —         | —         | —         | —             | —             | —             | 8           | 3           | 0           | 4       | 0       | 1       | 12    | 3     | 1      |
| Sub-17 Argentina   | Total           | 0         | 0         | 0         | 0             | 0             | 0             | 8           | 3           | 0           | 4       | 0       | 1       | 12    | 3     | 1      |
| Absoluta Argentina | 2019            | 3         | 2         | 0         | —             | —             | —             | —           | —           | —           | —       | —       | —       | 3     | 2     | 0      |
| Absoluta Argentina | 2020            | —         | —         | —         | 4             | 0             | 1             | —           | —           | —           | —       | —       | —       | 4     | 0     | 1      |
| Absoluta Argentina | 2021            | —         | —         | —         | 1             | 0             | 0             | —           | —           | —           | —       | —       | —       | 1     | 0     | 0      |
| Absoluta Argentina | 2022            | —         | —         | —         | 2             | 0             | 0             | —           | —           | —           | —       | —       | —       | 2     | 0     | 0      |
| Absoluta Argentina | 2023            | 1         | 0         | 0         | 1             | 0             | 0             | —           | —           | —           | —       | —       | —       | 2     | 0     | 0      |
| Absoluta Argentina | Total           | 4         | 2         | 0         | 8             | 0             | 1             | 0           | 0           | 0           | 0       | 0       | 0       | 12    | 2     | 1      |
| Total selección    | Total selección | 4         | 2         | 0         | 8             | 0             | 1             | 8           | 3           | 0           | 4       | 0       | 1       | 24    | 5     | 2      |
| 1. 2. 3.           |                 |           |           |           |               |               |               |             |             |             |         |         |         |       |       |        |

### Anotaciones destacadas
| 1 | 6 de febrero de 2018 | Municipal de Peronnas, Péronnas | FC Bourg-Péronnas - Olympique de Marsella |  | 0 - 9 | Copa de Francia 2017-18 |

## Palmarés

### Títulos nacionales
| Título             | Club               | País      | Año     |
| ------------------ | ------------------ | --------- | ------- |
| Primera B Nacional | C. A. River Plate  | Argentina | 2011-12 |
| Ligue 2            | A. S. Monaco F. C. | Francia   | 2012-13 |

### Títulos internacionales
| Título                 | Club          | Sede     | Año     |
| ---------------------- | ------------- | -------- | ------- |
| Liga Europa de la UEFA | Sevilla F. C. | Colonia  | 2019-20 |
| Liga Europa de la UEFA | Sevilla F. C. | Budapest | 2022-23 |

### Distinciones individuales
| Distinción                                          | Año  |
| --------------------------------------------------- | ---- |
| Elegido por la UEFA en el once revelación de LaLiga | 2020 |

## Características
Es un futbolista diestro, juega de volante por izquierda y de extremo del mismo lado, posee una gran velocidad y una impresionante calidad técnica y tenaz en el regate que le permite fácilmente deshacerse de sus adversarios.
Llamó la atención de muchos clubes como Manchester United, Chelsea, Real Madrid, Monaco, Juventus, Bayern Múnich entre otros, para poder adquirir su pase.

## Vida personal
Se casó el 4 de diciembre de 2017 con María José Barbeito, más conocida como Majooh Barbeito, con la que tiene dos hijas. La primera, Luisana Zoé, nació el 29 de abril de 2015 en Mónaco. La segunda, Logan, nació el 7 de abril de 2017 en Italia. Tuvieron un aborto de un niño en 2019.